# HAR (فرمت فایل)
قالب HTTP آرشیو یا HAR یک قالب فایل آرشیو با قالب JSON برای ثبت تعامل مرورگر وب با یک سایت است. پسوند رایج برای این فایل ها .har است.

## پشتیبانی
قالب HAR توسط نرم افزارهای مختلفی پشتیبانی می شود، از جمله:
- چارلز پروکسی
- کروم
- کمانچه نواز
- آتش سوزی
- فایرفاکس
- دسکتاپ Fluxzy
- گوگل کروم
- جعبه ابزار HTTP
- اینترنت اکسپلورر 9
- مایکروسافت اج
- میت پروکسی
- OWASP ZAP
- پست‌من
- بی خوابی
- پروکسی‌من [۱]
- سافاری